# MQ-1 Predator
MQ-1 Predator – UCAV (ang. unmanned combat aerial vehicle – Bezzałogowy Bojowy Aparat Latający) produkowany przez General Atomics Aeronautical Systems.
Aparat jest wynikiem programu budowy bezzałogowego samolotu do zastosowań wojskowych – Medium Altitude Endurance Predator Program. Jest on używany w operacjach zwiadowczych oraz może przenosić dwa kierowane pociski rakietowe AGM-114 Hellfire klasy powietrze-ziemia, dzięki czemu jest zdolny atakować cele naziemne, oraz pociski AIM-92 Stinger klasy powietrze-powietrze. Wprowadzono go do służby w 1995 r. i od tego czasu był używany w Afganistanie, Iraku, Jemenie, Serbii oraz w Libii.

## Wersje
Predator RQ-1 (R z ang. reconnaissance) – wersja zwiadowcza.
Predator B (MQ-9 Reaper Hunter/Killer) – unowocześniona wersja samolotu o zwiększonych możliwościach. Przebudowa ta dotyczyła m.in. systemu Relief-On-Station (ROS), zapewniającego stały kontakt z urządzeniem podczas operacji, wykluczającego jakiejkolwiek straty sygnałów i opóźnienia w ich przesyłaniu. Unowocześniono także system bezpiecznego sterowania samolotem, oraz zaimplementowano system wspierania misji (Air Force Mission Support System – AFMSS). Nowego Predatora wyposażono również w mocniejszy silnik z turbodoładowaniem.
Predator C – wersja z silnikiem turboodrzutowym, której oblot został wykonany w 2007 roku.

## Użycie

### Bałkany
Po raz pierwszy Predatorów używano do rozpoznania Serbii, od marca do czerwca 1999 roku. Stacjonowały one w Gjader w Albanii.
- Pierwszy samolot (o numerach 95-3017) rozbił się w kwietniu z powodu awarii systemu paliwowego.
- Drugi (95-3019) został zestrzelony 13 maja przez kierowany pocisk rakietowy ziemia-powietrze wystrzelony z serbskiej mobilnej wyrzutni Strzała-1M niedaleko wsi Biba.
- Trzeci (95-3021) został zestrzelony przez obronę przeciwlotniczą 20 maja niedaleko miasta Talinovci.

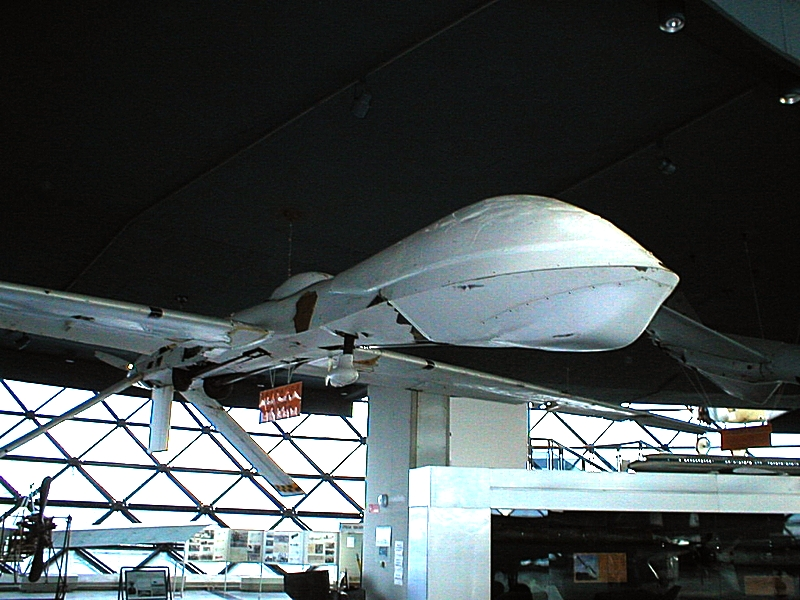
RQ-1 Predator w Muzeum Lotnictwa w Belgradzie w Serbii

### Pakistan
- 13 maja 2005 roku, ekspert od ładunków wybuchowych pochodzący z Jemenu i należący do Al-Kaidy Haitham al-Yemeni został zabity w wiosce w północno-zachodnim Pakistanie, niedaleko granicy afgańskiej przez Predatora należącego do CIA, który wystrzelił pocisk rakietowy AGM-114 Hellfire.

### Jemen
- 3 listopada 2002 r., w Jemenie Predator należący do CIA, za pomocą pocisku rakietowego AGM-114 Hellfire zniszczył samochód, którym jechali terroryści.
- 30 września 2011 w nalocie sił USA zginął dowódca Al-Kaidy na Półwyspie Arabskim Anwar al-Awlaki[1].

### Libia
23 kwietnia 2011 roku w Libii po południu czasu lokalnego został użyty do przeprowadzenia ataków na oddziały libijskiego przywódcy Muammara al-Kadafiego.

## Inni użytkownicy
Od końca 2004 roku Predatory są używane przez Włoskie Siły Powietrzne, a od 2006 – przez RAF. W 2017 roku zakończyły się dostawy dla wojsk lotniczych ZEA. Jeden egzemplarz jest również używany przez Pakistańskie Siły Powietrzne.